# 1304

## Události
- smlouva z Agredy
- květen, červen – Václav II. svěřuje vládu v Čechách braniborskému markraběti Heřmanovi a vyráží v čele vojska do Uher na pomoc svému synovi Václavovi
- král Václav II. získává od Půty z Potštejna hrad Litice výměnou za jiné panství
- v srpnu vpadl Albrechtův syn Rudolf Habsburský společně s Matúšem Čákem Trenčanským na Moravu. Kumáni brali křesťany do otroctví, v Ivančicích byl zapálen kostel, kde se lidé před nimi schovávali
- návrat obou Václavů zpět domů
- 18. srpna – francouzsko-flanderská bitva u Mons-en-Pévèle
- 18. října – Albrecht I. Habsburský a jeho říšská, rakouská a uherská vojska marně obléhají Kutnou Horu, řečeno slovy kronikáře po stříbře žíznili – stříbrnou strusku pili, v táboře nastala úplavice
- 22. října – někdy po tomto datu Albrecht ustupuje, dle Dalimila Švábům v úprku je každá cesta ouzká

## Narození
- 16. února – Tug Temür, císař říše Jüan a veliký chán mongolské říše († 2. září 1332)
- 20. července – Francesco Petrarca, italský spisovatel a básník († 18. července 1374)
- 17. října – Eleonora de Bohun, anglická šlechtična a vnučka krále Eduarda I. († 7. října 1363)
- ? – Abú Abdallah Ibn Battúta, arabský cestovatel
- ? – Johana z Valois, nevlastní sestra francouzského krále Filipa VI. († 9. července 1363)

## Úmrtí
- 7. března – Bartolomeo I. della Scala, vládce Verony (* ?)
- 7. července – Benedikt XI., papež (* 1240)
- 18. srpna – Vilém z Jülichu, vlámský šlechtic (* ?)
- 22. srpna – Jan II. Holandský, hrabě holandský a henegavský (* 1248)
- 11. října – Konrád II. Hrbatý, kníže stínavský a zaháňský (* ?)
- 29. září – Anežka Braniborská, dánská královna jako manželka Erika IV. (* 1257)
- 22. prosince – Matylda Habsburská, vévodkyně bavorská (* asi 1251)
- ? – Albrecht I. Tyrolsko-Gorický, hrabě gorický a tyrolský (* ?)
- ? – Konrád I. Braniborský, markrabě braniborský (* okolo 1240)
- ? – Ruprecht VI. Nasavský, hrabě nasavský a zeť českého krále Václava II. (* 1280)

## Hlavy státu
Jižní Evropa
- Iberský poloostrov
  - Portugalské království – Dinis I. Hospodář
  - Kastilské království – Ferdinand IV. Pozvaný
  - Aragonské království – Jakub II. Spravedlivý
- Itálie
  - Papež –
  - La serenissima – Pietro Gradenigo

Západní Evropa
- Francouzské království – Filip IV. Sličný
- Anglické království – Eduard I. Dlouhán

Severní Evropa
- Norské království – Haakon V. Magnusson
- Švédské království – Birger Magnusson
- Dánské království – Erik VI. Menved

Střední Evropa
- Svatá říše římská – Albrecht I. Habsburský
  - České království – Václav II.
  - Hrabství henegavské – Jan II. Holandský – Vilém III. Holandský
- Polské království – Václav I. Český
- Uherské království – Ladislav V. Český

Východní Evropa
- Litevské velkoknížectví – Vytenis
- Moskevská Rus – Jurij III. Daniilovič
- Bulharské carství – Teodor Svetoslav
- Byzantská říše – Andronikos II. Palaiologos

Blízký východ a severní Afrika
- Kyperské království – Jindřich II. Kyperský
- Osmanská říše – Osman I.